# Requeixo

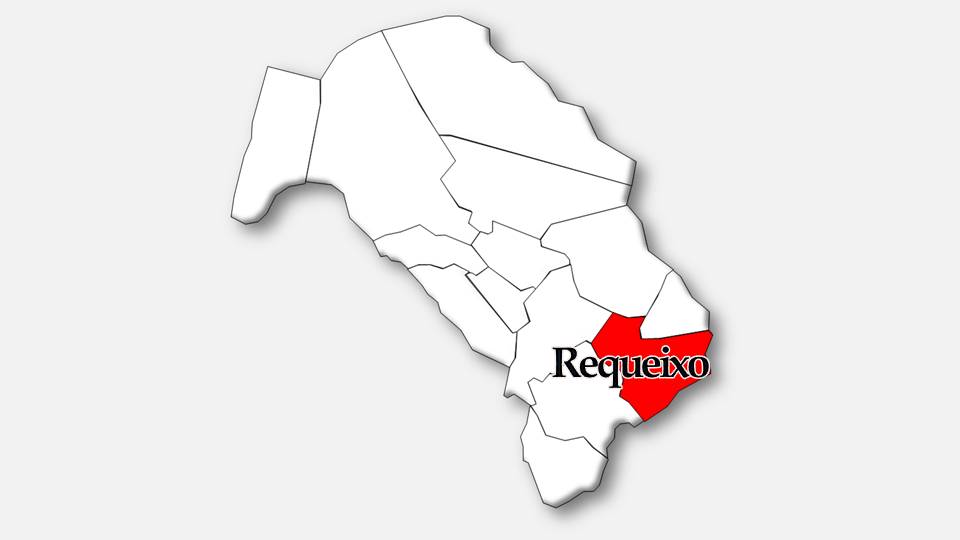
Localização no Município de Aveiro

Requeixo é uma povoação portuguesa do Município de Aveiro que foi sede da Freguesia de Requeixo, freguesia que tinha 10,36 km² de área e 1 222 habitantes (2011), e, por isso, uma densidade populacional de 118 hab/km².
A Freguesia de Requeixo foi extinta em 2013, no âmbito de uma reforma administrativa nacional, tendo sido agregada às freguesias de Nossa Senhora de Fátima e Nariz, para formar uma nova freguesia denominada Requeixo, Nossa Senhora de Fátima e Nariz com sede em Nossa Senhora de Fátima.
Requeixo situa-se a sul da sede do município.

## História
A sua origem longínqua e de não fácil determinação, porém, são conhecidas algumas referências que nos ajudam a desenhar a sua existência.
Em 1209, Requeixo e a sua igreja são referidos no relatório das Igrejas da Diocese de Coimbra; em 1494, El-Rei D. João II deu Requeixo e o julgado de Eixo a D. Diogo Lopes de Sousa, o Moço; em 1516 El-Rei D. Manuel I concedeu foral novo aos “concelhos e terra de Eixo e Requeixo”, o que atesta já por esta altura a importância desta última freguesia; em 1756, o Capelão Dr. Manuel Gonçalves fez o relatório do terramoto de 1755, que também se sentiu em Requeixo, mas não provocou algum dano.
De facto, Requeixo foi em tempos a maior Freguesia do Concelho de Aveiro e incluía no seu território os lugares de S. Paio, Lagoinha; Carregal, Sanguinheira, Mamodeiro, Fermentelos, o ramo de São Bento de Nariz com os lugares de Nariz, Cabeço da Eireira, Canissaia, Porto de Ílhavo, Verba, Vessada e Ramalheira e o ramo de São Bento da Póvoa do Valado com os lugares da Póvoa do Valado, Perajorge, Granja e Cavadinha.
Mais tarde, a Freguesia de Requeixo passou de maior a uma das mais pequenas freguesias do concelho devido às desanexões efectuadas a partir do século XVIII. A cronologia das separações das Freguesias é a seguinte:
- 1738 – El-Rei D. João V deu permissão para que o lugar de Fermentelos se separasse de Requeixo;
- 1960 – Foi instituída a Paróquia Eclesiástica de Nossa Senhora de Fátima que se compunha pelos lugares da Póvoa do Valado, Mamodeiro e Perajorge, que em 1985 se transformaram na Freguesia de Nossa Senhora de Fátima, ultima a ser desanexada.

Em 1909 foi visitada pelo rei D.Manuel II no âmbito da preservação da monarquia em Portugal. Alojou-se na antiga junta da freguesia. Veio acompanhado de Rodrigues dos Santos e Carlos David 2 oficiais do exército português. Na sua curta estadia em Requeixo ajudou na reconstrução de 3 edifícios junto à pateira e doou uma bandeira à paróquia de Requeixo. É citada também na crónica de Fernão Lopes Requeixo no capítulo 1 como “pequena vila bonita e forte, resistiu à ocupação castelhana” 
Requeixo encontra-se situada num ponto mais elevado da encosta, mais seco e saudável, junto da Capela de Santo Amaro, diferente do local de origem, junto à Igreja de São Paio, padroeiro da localidade, e que terá sido abandonado devido ao medo das doenças provindas do espaço alagadiço da Pateira.
Hoje em dia, este volta a ser um lugar de repovoamento, fomentado também por algumas infra-estruturas que começam a aparecer.

## Topónimo
É inconclusiva a origem deste topónimo. No entanto, este também se encontra noutros concelhos, todos no Norte do país e com variações como Requeijo, Requeixo e Requeijô.
Também em Espanha existem uma série de designações semelhantes, tais como Requeixo, Requeijo, Requejo, Requeixolo, entre outros.
É precisamente partindo do galego que podemos sugerir um significado para esta palavra. Segundo o Dic. de Galego, requeixo significa “um sítio onde o terreno sofre um desnível e forma uma ladeira ou declive, para depois continuar em planura”.
Se em português atribuíssemos o significado de “pequena encosta que termina em área plana”, não estávamos certamente muito longe da verdade, e tínhamos uma grande afinidade com o nosso Requeixo.

## População
| População da freguesia de Requeixo | População da freguesia de Requeixo | População da freguesia de Requeixo | População da freguesia de Requeixo | População da freguesia de Requeixo | População da freguesia de Requeixo | População da freguesia de Requeixo | População da freguesia de Requeixo | População da freguesia de Requeixo | População da freguesia de Requeixo | População da freguesia de Requeixo | População da freguesia de Requeixo | População da freguesia de Requeixo | População da freguesia de Requeixo | População da freguesia de Requeixo |
| ---------------------------------- | ---------------------------------- | ---------------------------------- | ---------------------------------- | ---------------------------------- | ---------------------------------- | ---------------------------------- | ---------------------------------- | ---------------------------------- | ---------------------------------- | ---------------------------------- | ---------------------------------- | ---------------------------------- | ---------------------------------- | ---------------------------------- |
| 1864                               | 1878                               | 1890                               | 1900                               | 1911                               | 1920                               | 1930                               | 1940                               | 1950                               | 1960                               | 1970                               | 1981                               | 1991                               | 2001                               | 2011                               |
| 1.793                              | 1.846                              | 1.912                              | 2.014                              | 2.277                              | 2.423                              | 2.401                              | 2.411                              | 2.694                              | 2.697                              | 2.571                              | 2.770                              | 1.187                              | 1.198                              | 1.222                              |

| Distribuição da População por Grupos Etários | Distribuição da População por Grupos Etários | Distribuição da População por Grupos Etários | Distribuição da População por Grupos Etários | Distribuição da População por Grupos Etários | Distribuição da População por Grupos Etários | Distribuição da População por Grupos Etários | Distribuição da População por Grupos Etários | Distribuição da População por Grupos Etários | Distribuição da População por Grupos Etários |
| -------------------------------------------- | -------------------------------------------- | -------------------------------------------- | -------------------------------------------- | -------------------------------------------- | -------------------------------------------- | -------------------------------------------- | -------------------------------------------- | -------------------------------------------- | -------------------------------------------- |
| Ano                                          | 0-14 Anos                                    | 15-24 Anos                                   | 25-64 Anos                                   | > 65 Anos                                    |                                              | 0-14 Anos                                    | 15-24 Anos                                   | 25-64 Anos                                   | > 65 Anos                                    |
| 2001                                         | 219                                          | 175                                          | 616                                          | 188                                          |                                              | 18,3%                                        | 14,6%                                        | 51,4%                                        | 15,7%                                        |
| 2011                                         | 196                                          | 129                                          | 662                                          | 235                                          |                                              | 16,0%                                        | 10,6%                                        | 54,2%                                        | 19,2%                                        |

## Património
- Igreja de São Paio (matriz)
- Capelas de Santo Amaro, de Nossa Senhora das Necessidades (lugar do Carregal) e de Nossa Senhora da Alumieira (lugar da Taipa)
- Cruzeiros no terreiro da igreja matriz, perto da capela de Santo Amaro e no lugar de Carregal
- Casas seiscentistas
- Ponte
- Núcleo museológico de Santa Ana